# Live in Brooklyn
Live In Brooklyn é um extended play (EP) do cantor americano Jay-Z. O EP foi lançado em 9 de outubro de 2012 pela gravadora Warner no formato de download digital. É constituído por 8 faixas de áudio e 8 de vídeos, sendo considerado um projeto Audio-visual. Foi gravado no dia 6 de outubro do mesmo ano e colocado em pré-venda no dia seguinte.

## Gravação e lançamento
Entre os dias 28 de setembro de 2012 e 6 de outubro do mesmo ano, o cantor Jay-Z performou no Barclays Center em sua inauguração. Estes shows foram gravados e foram selecionadas as 8 melhores performances para constituir o extended play (EP) Live In Brooklyn pelo cantor.

## Faixas
O álbum foi colocado em pré-venda sendo não identificado os nomes das faixas. Após o seu lançamento, serão revelados seus nomes.

## Histórico de lançamento
| País           | Data            | Formato(s)       | Gravadora                    |
| -------------- | --------------- | ---------------- | ---------------------------- |
| Estados Unidos | October 9, 2012 | download digital | Roc Nation, Atlantic Records |